# Рагглз, Уэсли
Уэсли Рагглз (англ. Wesley Ruggles; 11 июня 1889 — 8 января 1972) — американский актёр немого кино, кинорежиссёр, сценарист и продюсер.

## Биография
Уэсли Рагглз родился в Лос-Анджелесе, был младшим братом актёра Чарльза Рагглза. Начал свою карьеру актёра немого кино в 1915 году, появившись в нескольких десятках немых фильмов, в том числе в нескольких фильмах с участием Чарли Чаплина («Тройная неприятность», «За экраном», «Лавка ростовщика», «Контролёр универмага»).
С 1917 году начал заниматься режиссурой. Поставил в общей сложности около 50 фильмов, в том числе одну из киноверсий романа Эдит Уортон «Эпоха невинности», большинство из которых не привлекли внимания публики и критиков. В 1931 году поставил фильм «Симаррон», кино адаптацию романа Эдны Фербер о жизни американских поселенцев в прериях Оклахомы, который стал первым вестерном, который выиграл премию Американской кино академии за лучший фильм.
Хотя он отчасти развил свой успех, сняв лёгкую комедию «Трудный мужчина» (1932) с Кларком Гейблом и Кэрол Ломбард в главных ролях, комедию «Я не ангел» (1933) с Мэй Уэст и Кэрри Грантом в главных ролях, «Школа юмора» (1933) с Бингом Кросби и «Балеро» (1934) с Джроджем Плотом и Кэрол Ломбард, последующие фильмы были менее удачными, за исключением фильма «Аризона» (1940). Его карьера шла на спад, когда он в 1946 году заключил контракт с кинокомпанией «Rank Organisation», для которой поставил с спродюсировал по собственному сценарию фильм «Город Лондон» (1941) с участием актёров Сида Филда и Петулы Кларк. Фильм стал первым британским музыкальным фильмом в системе Technicolor. Тем не менее, фильм вызвал шквал критики и потерпел провал в прокате. Это была его последняя работа в кино.
Режиссёр умер в 1972 году в Санта-Монике, похоронен на кладбище Форест-Лаун, Глиндейл, Калифорния. Имеет звезду на Голливудской «Аллее славы».

## Фильмография

### Актёр
- 1915 — Зашанхаенный / Shanghaied — судовладелец
- 1915 — Кармен / Carmen — бродяга
- 1915 — Вечер в мюзик-холле / A Night In The Show — зритель на галёрке
- 1916 — Полиция / Police — сокамерник Бродяги
- 1916 — Контролёр универмага / The Floorwalker — полицейский
- 1916 — Лавка ростовщика / The Pawnshop — старый актёр
- 1918 — Тройная неприятность / Triple Trouble — вор

### Режиссёр
- 1917 — Ради Франции / For France
- 1920 — Любовь / Love
- 1921 — Неоткрытые моря / Uncharted Seas
- 1922 — Дикий мёд / Wild Honey
- 1925 — Пластмассовый век / The Plastic Age
- 1929 — Скандал / Scandal
- 1929 — Осуждённые / Condemned
- 1930 — Морская летучая мышь / The Sea Bat
- 1931 — Симаррон / Cimarron
- 1932 — Рёв дракона / Roar of the Dragon
- 1932 — Трудный мужчина / No Man of Her Own
- 1933 — Обезьянья лапа / The Monkey’s Paw
- 1933 — Живут студенты весело / College Humor
- 1933 — Я не ангел / I’m No Angel
- 1934 — Болеро / Bolero
- 1935 — Золотая Лили / The Gilded Lily
- 1935 — Невеста возвращается домой / The Bride Comes Home
- 1936 — Отвага — второе имя Керри / Valiant Is the Word for Carrie
- 1937 — Я встретила его в Париже / I Met Him in Paris
- 1937 — Чистосердечное признание / True Confession
- 1938 — Пойте, грешники / Sing, You Sinners
- 1939 — Приглашение к счастью / Invitation to Happiness
- 1940 — Слишком много мужей / Too Many Husbands
- 1940 — Аризона / Arizona
- 1941 — Вы принадлежите мне / You Belong to Me
- 1942 — Где-нибудь я найду тебя / Somewhere I’ll Find You
- 1943 — Немного опасный / Slightly Dangerous
- 1944 — Смотрите здесь, рядовой Харгроув / See Here, Private Hargrove

### Сценарист
- 1942 — Изо рта тигра / Out of the Tiger’s Mouth

### Продюсер
- 1930 — Морская летучая мышь / The Sea Bat (в титрах не указан)
- 1935 — Невеста возвращается домой / The Bride Comes Home
- 1936 — Отвага — второе имя Керри / Valiant Is the Word for Carrie
- 1938 — Пойте, грешники / Sing, You Sinners
- 1939 — Приглашение к счастью / Invitation to Happiness
- 1940 — Слишком много мужей / Too Many Husbands
- 1940 — Аризона / Arizona
- 1941 — Вы принадлежите мне / You Belong to Me
- 1942 — Из пасти тигра / Out of the Tiger’s Mouth